# Alborz (Provinz)

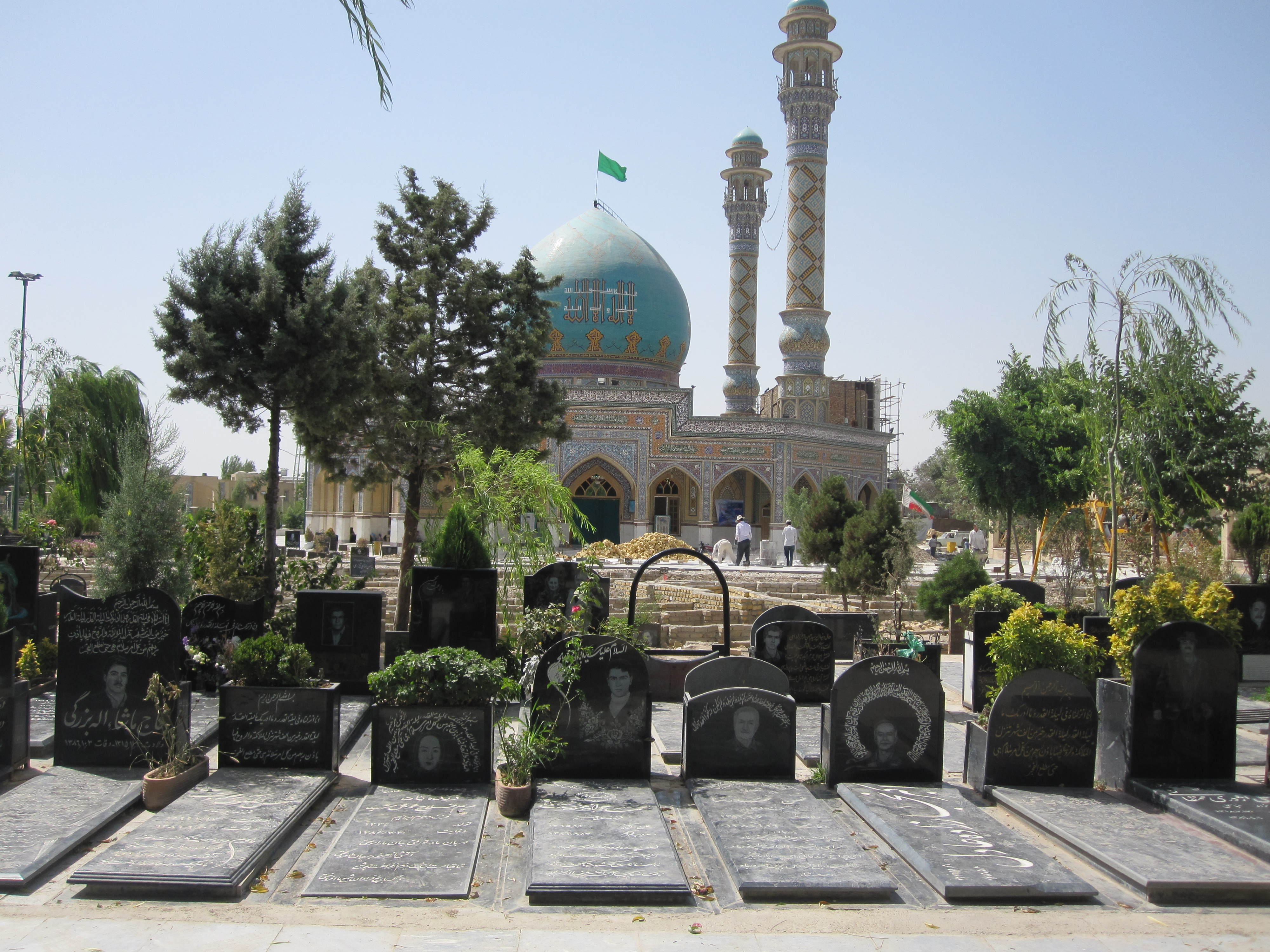
Der berühmte Friedhof Emamzadeh Taher in Karadsch

Die Provinz Alborz (persisch استان البرز, DMG Ostān-e Alborz) ist eine der 31 iranischen Provinzen. Hauptstadt der Provinz ist Karadsch. Sie wurde am 23. Juni 2010 durch Abspaltung des nordwestlichen Teils der Provinz Teheran geschaffen. Die Provinz hatte 2016 laut dem Zensus eine Einwohnerzahl von 2.712.400. 
Neben der fünftgrößten Stadt Irans Karadsch befinden sich auch die Orte Haschtgerd, Taleghan und Nazarabad in der Provinz Alborz. Alborz gliedert sich in die Schahrestans Eschtehard, Fardis, Karadsch, Nazarabad, Sawodschbolagh und Taleghan.